# Il giardino di Rama
Il giardino di Rama (The Garden of Rama) è un romanzo di fantascienza hard scritto da Gentry Lee e Arthur C. Clarke, pubblicato nel 1991.
L'opera è la penultima di una quadrilogia di romanzi, la serie di Rama, preceduta da Rama II (1989) e seguita da  Il segreto di Rama (Rama Revealed, 1993) .
Il romanzo è stato pubblicato in Italia nel 1992.

## Trama
Il libro riprende la storia nove mesi dopo la fine di Rama II, seguendo la storia di tre astronauti dalla spedizione di Rama II che rimangono intrappolati a bordo della gigantesca astronave generazionale aliena, di forma cilindrica chilometrica, che Clarke chiama Rama II, diretta verso lo spazio profondo. Nel corso del viaggio, nascono 5 bambini. Simone Tiasso Wakefield, Catharine Colin Wakefield, Eleanor Joan Wakefield, Benjamin Ryan O'Toole e Patrick Erin O'Toole, che vengono partoriti da Nicole Des Jardins e sono frutto delle relazioni con Richard Wakefield e Michael O'Toole. Questi bambini diventeranno adulti e personaggi principali del seguito, il romanzo Rama Revealed. 
Dopo un viaggio di dodici anni, arrivano nei pressi della stella Sirio, dove tutti e otto attraccano in una base orbitale nota come "Raman Node". Nel nodo o scambio spaziale vengono sottoposti a test fisiologici per circa un anno, mentre Rama viene rifornita e manutenuta, e in seguito vengono rimandati indietro nel sistema solare, questa volta con la missione di raccogliere 2000 rappresentanti dell'umanità. 
L'agenzia ISA, un ente spaziale terrestre, riceve il messaggio da Rama con la richiesta di duemila esseri umani. Fino al momento in cui l'astronave non arriva, il messaggio viene tenuto segreto e, sotto le mentite spoglie di una nuova colonia su Marte, l'agenzia ISA comincia ad imbarcare umani verso lo spazio. La ISA seleziona alcuni pochi propri rappresentanti; allo stesso tempo, radunano dei carcerati e promettono loro la libertà se accettano di diventare coloni. Il carico viene distribuito in tre navi astronavi terrestri, Nina, Pinta e Santa María, che approdano in sequenza su Rama. A quel punto i coloni pensano che tutto sia un imbroglio (a dispetto delle dimensioni colossali di Rama) creato dalla ISA. Con quella scontentezza come tonica generale della ciurma sin dal momento del loro arrivo, l'astronave Rama III si dirige di nuovo verso lo spazio profondo con il suo nuovo carico.
Ben presto un aggressivo gruppo di umani, capeggiati da un capopopolo, prende il controllo della colonia e dà inizio a una guerra di annientamento e di propaganda contro una delle altre razze che occupano l'astronave. I primi astronauti e i loro figli sono incapaci di prevenire il genocidio. Fortunatamente il comportamento aggressivo della razza umana viene notato da un'altra specie che, di nascosto, osserva gli umani considerando la possibilità di un contrattacco. 
Nel frattempo Rama III, ritenendo imminente l'escalation del conflitto, trasmette un messaggio di allarme ai suoi antichi costruttori. Il libro termina alla vigilia dell'esecuzione di uno dei primi astronauti, gettando le basi per il seguito del romanzo.

## Edizioni
- (EN) Arthur C. Clarke e Gentry Lee, 1ª ed., New York, Bantam, 1991.
- Arthur C. Clarke e Gentry Lee, traduzione di Maria Barbara Piccioli, La Scala, Milano, Rizzoli, 1992, ISBN 8817672815.
- Arthur C. Clarke e Gentry Lee, traduzione di Maria Barbara Piccioli, Narrativa Club, Milano, Club del Libro, 1992.